# Собинов, Леонид Витальевич
Леони́д Вита́льевич Со́бинов (26 мая (7 июня) 1872 год, Ярославль — 14 октября 1934, Рига) — русский оперный певец (лирический тенор). Заслуженный артист Императорских театров (1910). Солист Его Императорского Величества (1913). Народный артист РСФСР (1923), один из крупнейших представителей русской классической вокальной школы. Брат Сергея Витальевича Волгина.

## Биография

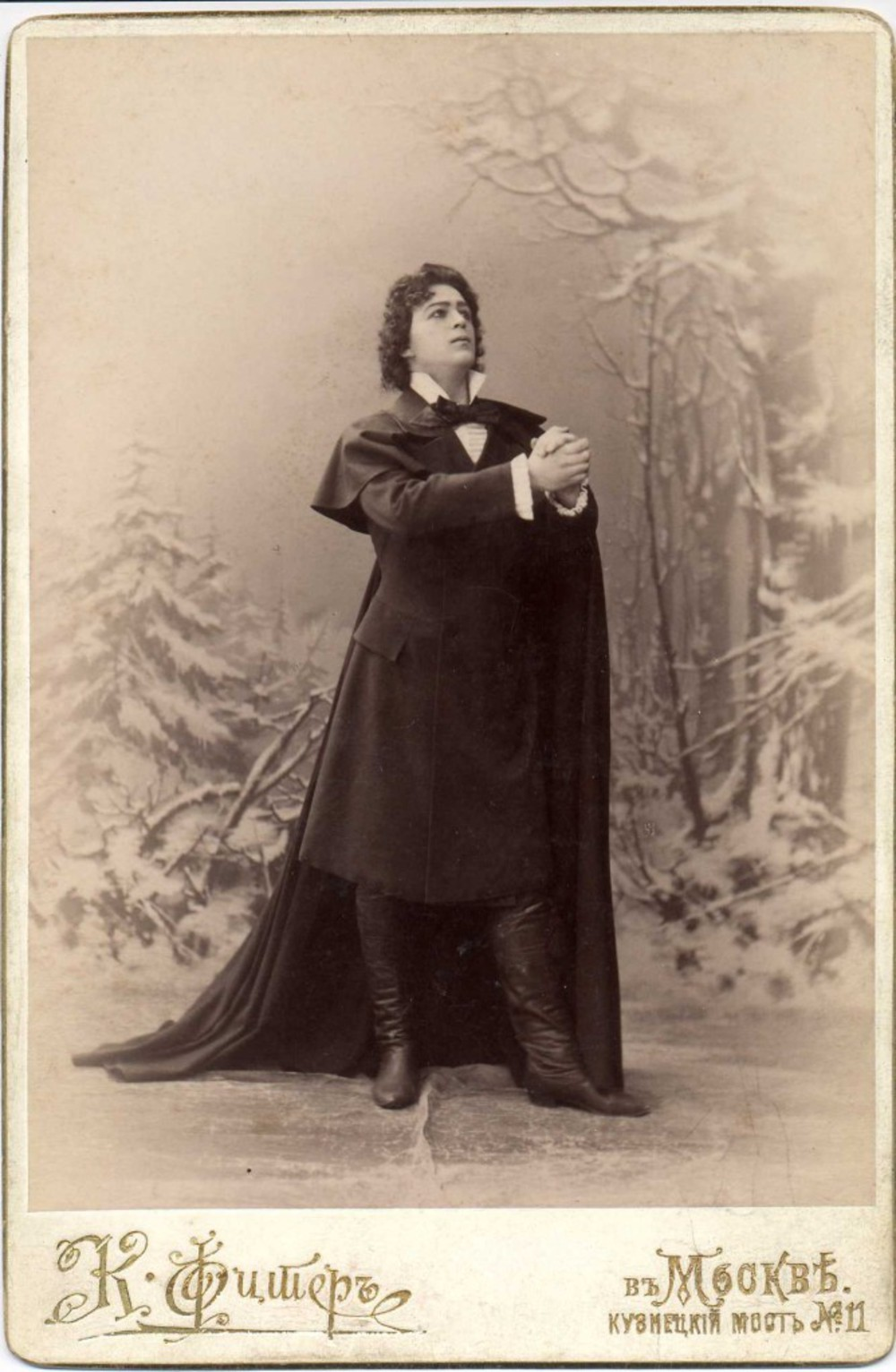
Собинов в опере в роли Ленского

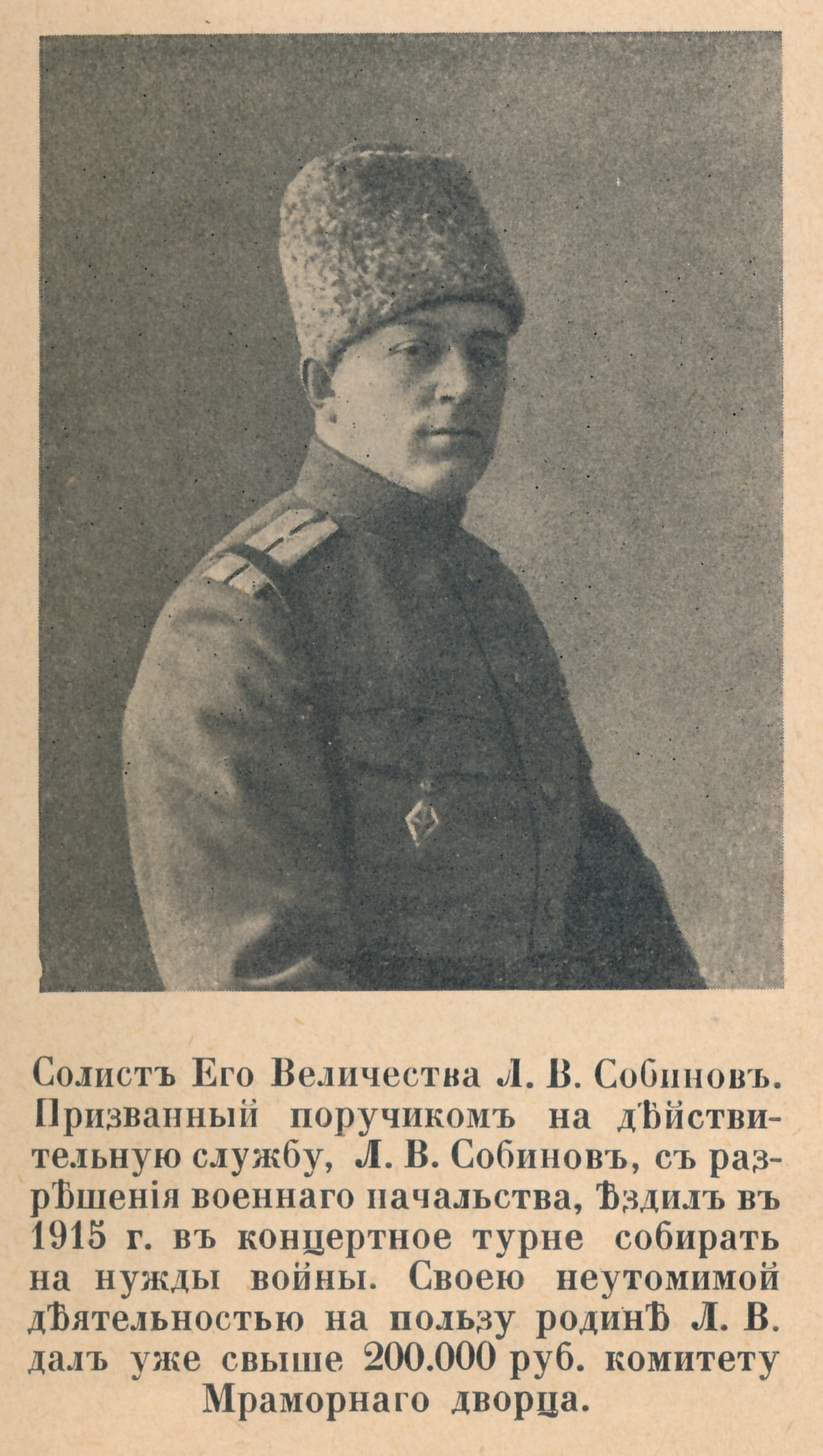
Поручик Л. В. Собинов, 1916 год.

Родился в семье торгового служащего, ярославского мещанина Виталия Васильевича Собинова.
В 1881 году поступил в гимназию. В гимназическом хоре он начал учиться пению. В 1888 году состоялось его первое успешное выступление на гимназическом благотворительном вечере (сольная партия в хоре из оперы Вильбоа «Наташа, или Волжские разбойники»).
В 1890 году, после окончания гимназии с серебряной медалью, Л. В. Собинов поступил на юридический факультет Московского университета.
Во время учёбы в университете принимал участие в студенческом хоре. С осени 1892 года, по приглашению П. А. Шостаковского поступил в Музыкально-драматическое училище (будущий ГИТИС), в котором занимался вокалом до 1897 года у А. М. Додонова и А. А. Сантагано-Горчаковой). В эти же годы он выступал в итальянской оперной труппе. Пел в труппе М. Садовского (в Москве, 1891) партии: Андрея («Запорожец за Дунаем») и Петра («Наталка Полтавка»).
В 1893 году певец женился на Марии Каржавиной, учащейся этого училища (в 1898 году супруги расстались).
Параллельно с учёбой в училище Собинов продолжал образование в университете. В 1894 году он успешно окончил юридический факультет университета, затем год прослужил юнкером в Московском пехотном училище. После этого стал работать помощником присяжного поверенного у известного адвоката Фёдора Никифоровича Плевако.
В 1897 году на экзамене в училище присутствовал дирижёр Большого театра Ипполит Альтани, который пригласил Собинова на прослушивание в Большой театр.
В том же 1897 году он стал солистом Большого театра. Дебютировал Леонид Собинов на сцене Большого театра в опере Антона Рубинштейна «Демон». За все время службы в Большом театре у певца было 35 ролей, он пел на сцене 623 раза.
Осенью 1899 года Собинов оставил адвокатскую практику и полностью посвятил себя музыке. Собинов говорил о себе: «Лучший певец среди юристов или лучший юрист среди певцов».
В 1900-е годы Собинов много гастролировал. Выступал в миланском театре «Ла Скала» (1904—1906), где пел в традиционном итальянском репертуаре, выступал в Монте-Карло, Мадриде, в Лондоне, Берлине, Париже (1909), много ездил по России.
В 1906 году концертировал на Украине и выступал в Киевской Опере (антреприза М. М. Бородая); 1918—1919 был председателем Всеукраинского музыкального комитета и художественным руководителем Киевского оперного театра.
В 1919 году работал в Киевском оперном театре «Музыкальная драма». На гастролях на Украине (1927—1928) пел свои партии на украинском языке: Лоэнгрина (в одноимённой опере Р. Вагнера), Ленского («Евгений Онегин» П. Чайковского) и Левко («Майская ночь» Н. Римского-Корсакова). По этому поводу Леонид Собинов вспоминал: «Почти весь сезон спел в Украине и пел по-украински. Представьте: звучит поэтически, красиво и легко».
Во время Первой мировой войны посредством концертных турне собрал и передал на помощь раненым и благотворительные нужды более 200 тысяч рублей.
Дважды был директором Большого театра — в 1917—1918 годах и в 1921 году.
С октября 1917 года — комиссар театра Московского совета; в 1919 году избран членом Директории Большого театра.
В ноябре 1920 года заведовал в Севастопольском отделе народного образования подотделом искусств. Предложил в апреле 1921 года создать консерваторию в Севастополе.
В июне 1927 года Собинов устраивает концерт в Ярославле. Затем проводит гастрольное турне по СССР, выступая в Архангельске, Вологде, Владивостоке и других городах.
В 1930 году Собинов даёт концерты в Париже, выступая вместе с сыном Борисом, в 1931 году проводит концерты в Берлине.
Жил в Москве, в Камергерском переулке, д. 5/7 (на доме установлена мемориальная доска).
На протяжении всей жизни Собинов постоянно выступал в камерном вокальном репертуаре.
Корней Чуковский в своих воспоминаниях отмечает, что Собинов много занимался благотворительностью, в частности помогал студентам, в том числе будущему писателю Леониду Андрееву, и делал подарки различным нуждающимся обществам и организациям.
7 мая 1933 года был награждён орденом Трудового Красного знамени. В том же году покинул сцену в возрасте 60 лет.

Здание бывшей гостиницы «Санкт-Петербург» в Риге

Во время пребывания в рижской гостинице «Санкт-Петербург» ночью 14 октября 1934 года во сне Леонид Собинов умер от сердечного приступа. 
Его тело перевезли в Москву специальным траурным поездом.
Похоронен на Новодевичьем кладбище.
Некоторые источники указывают на странные обстоятельства смерти Леонида Собинова, связывая её с совершенным двумя днями ранее, 12 октября 1934 года, убийством Рижского архиепископа Иоанна (Поммера).

## Литературное наследие
- Поэтическое наследие Л. В. Собинова, по словам Г. В. Поплавского[9], насчитывает около 500 различных стихотворений, из которых в архивных фондах, а также опубликованных в книгах и онлайн-ресурсах, сохранилось около трёх десятков. В основном, слабой сохранности его стихов способствовало и то обстоятельство, что он любил записывать их на не самых "надёжных" носителях, включая салфетки. Сохранившиеся стихотворения, часть из которых была записана в письмах, хранятся в архивах РГАЛИ, Российского музея музыки, Театрального музея имени А. А. Бахрушина, РНБ и др. архивных фондах. Поэтические произведения певца изложены, в основном, в лирическом ключе: элегии, лирико-жанровые стихотворения, также сохранились эпиграммы, тосты и пр. краткие стихотворения "по случаю".[10] На стихотворения Л. В. Собинова были созданы романсы М. М. Багриновского, Б. А. Прозоровского, В. И. Садовникова, Б. Л. Собинова, Я. Ф. Пригожего и др. русских и советских композиторов второго плана.

- В РГАЛИ (ф. 864, оп. 1, ед. хран. 1146) имеется рукопись пьесы Н. А. Будкевич «Слова», правки в которую также вносились Л. В. Собиновым.

## Семья

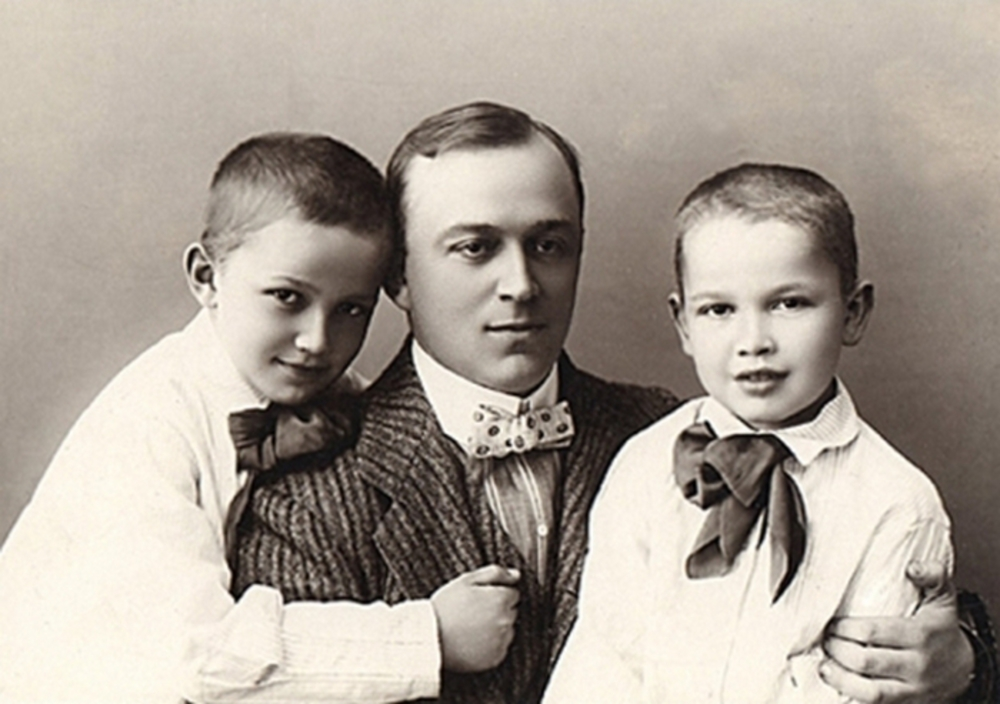
Собинов Леонид с сыновьями Юрием и Борисом. 1900-е гг.

- Первый брак (с 1893) — с актрисой Марией Фёдоровной Коржавиной (1873—1947), которая также училась в Музыкально-драматическом училище при Московском филармоническом обществе.
  - Сын — Борис Леонидович Собинов (1895—1955), пианист, композитор и концертмейстер. Эмигрировал вместе с армией барона Врангеля. В 1945 году после окончания Второй мировой войны в Европе оказался в американской зоне оккупации, был выдан СССР, провёл 10 лет в лагерях, после освобождения скоропостижно скончался.
  - Сын — Юрий Леонидович Собинов (1897—1920). Сражался в рядах Добровольческой армии. Умер от ран 8 октября 1920 года в Мелитополе. Сохранился автограф музыки к пьесе О. Уайльда «Саломея», которую Юрий Леонидович писал незадолго до гибели.
- Второй брак — с Ниной Ивановной Мухиной (1888—1968), двоюродной сестрой скульптора В. И. Мухиной.
  - Дочь — Светлана Леонидовна (1920—2002). Была женой писателя Льва Кассиля.
    - Внучка — режиссёр-мультипликатор Ирина Львовна Собинова-Кассиль.

## Память

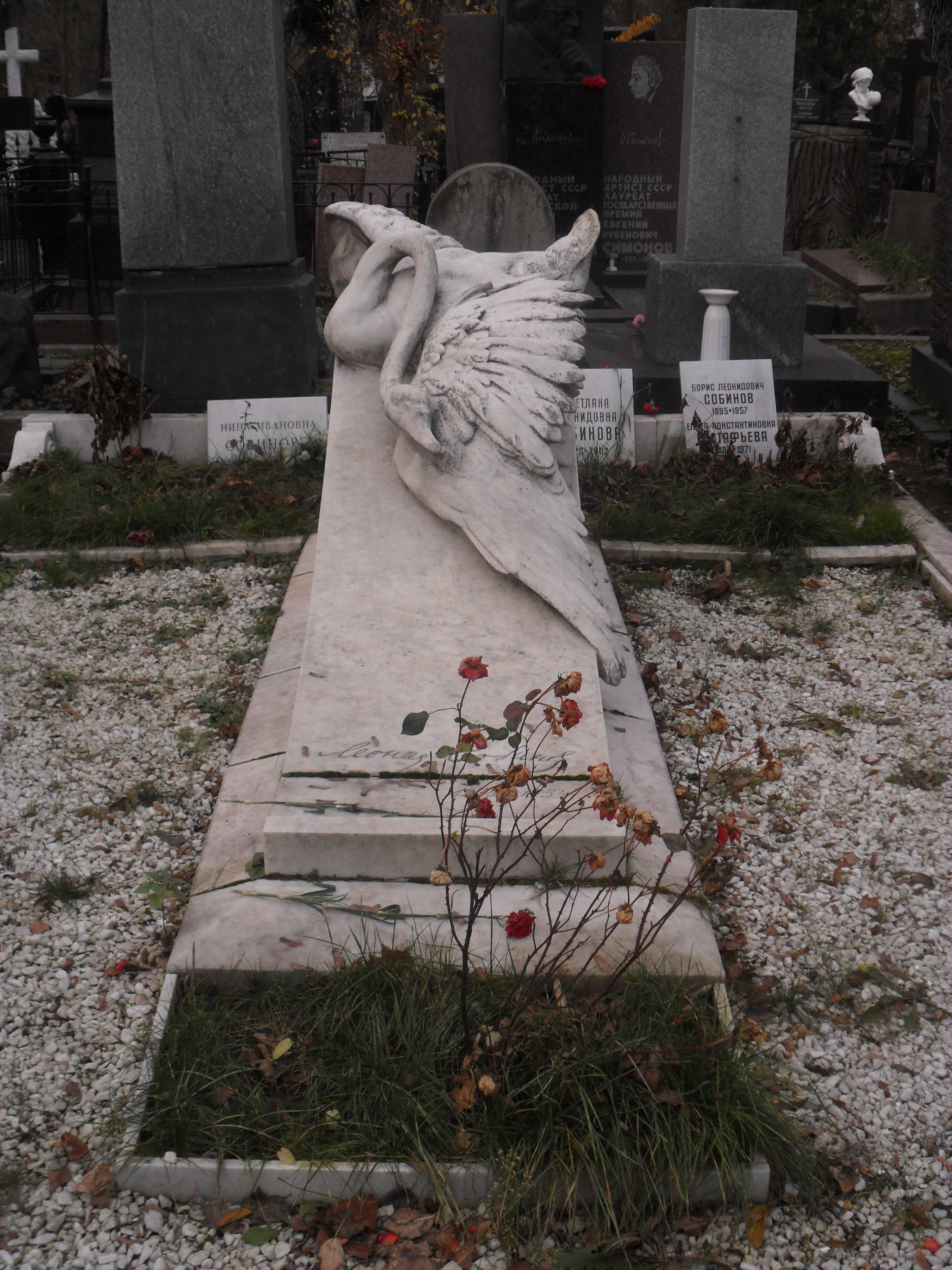
Могила Собинова на Новодевичьем кладбище Москвы.

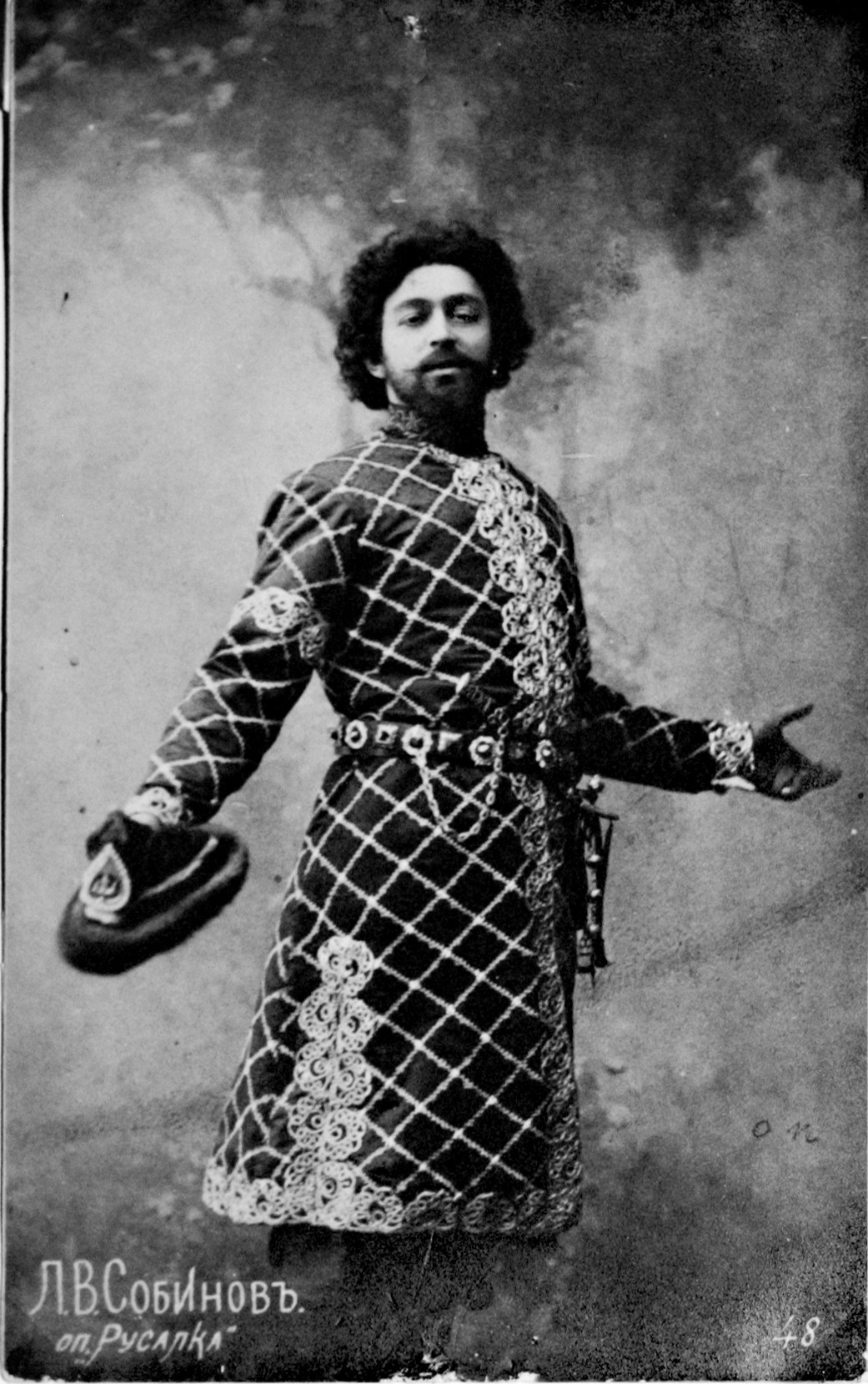
Л. В. Собинов в опере «Русалка», 1900-е.

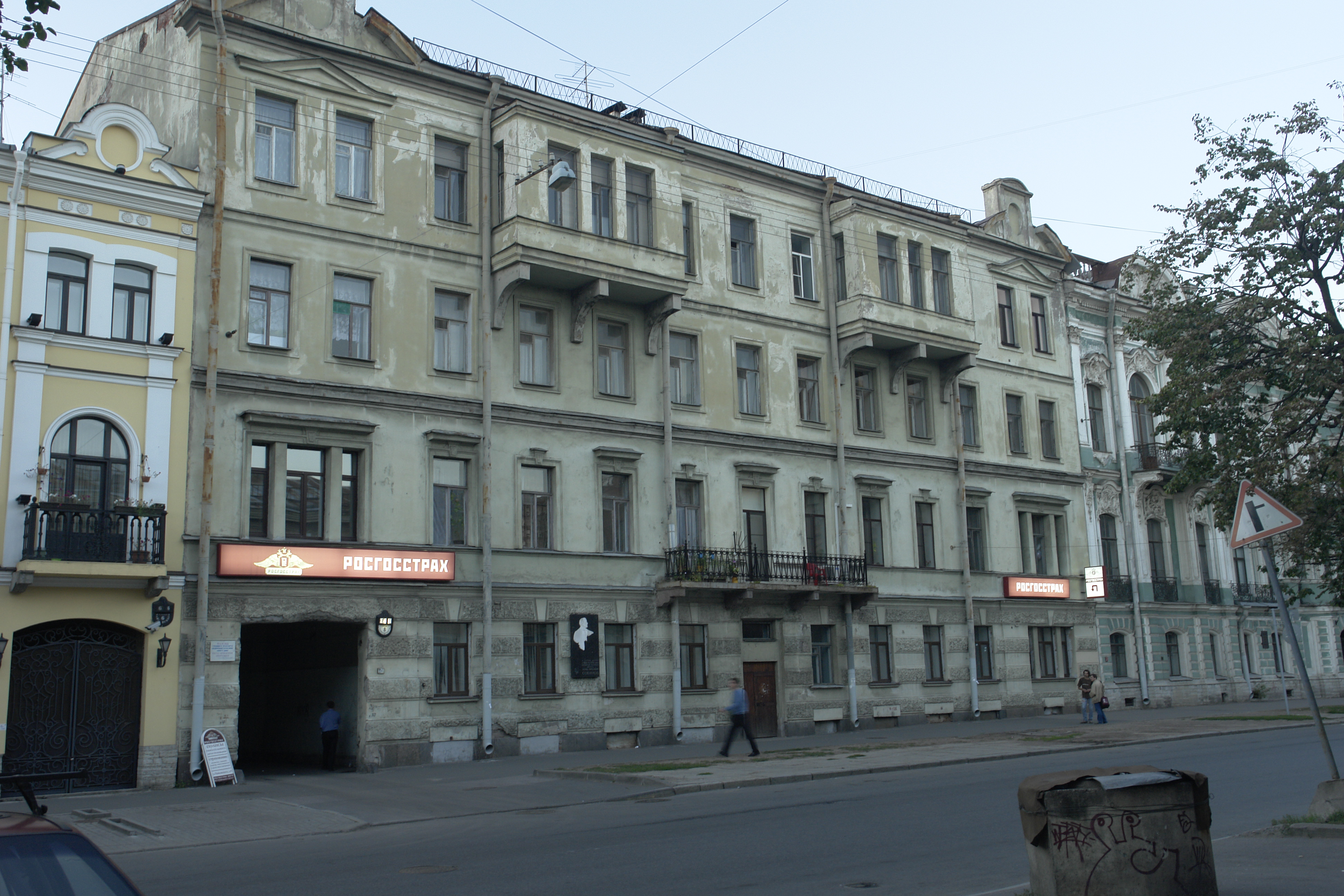
Дом в Санкт-Петербурге (доходный дом Куракиной), в котором с 1915 по 1929 жил Л. В. Собинов

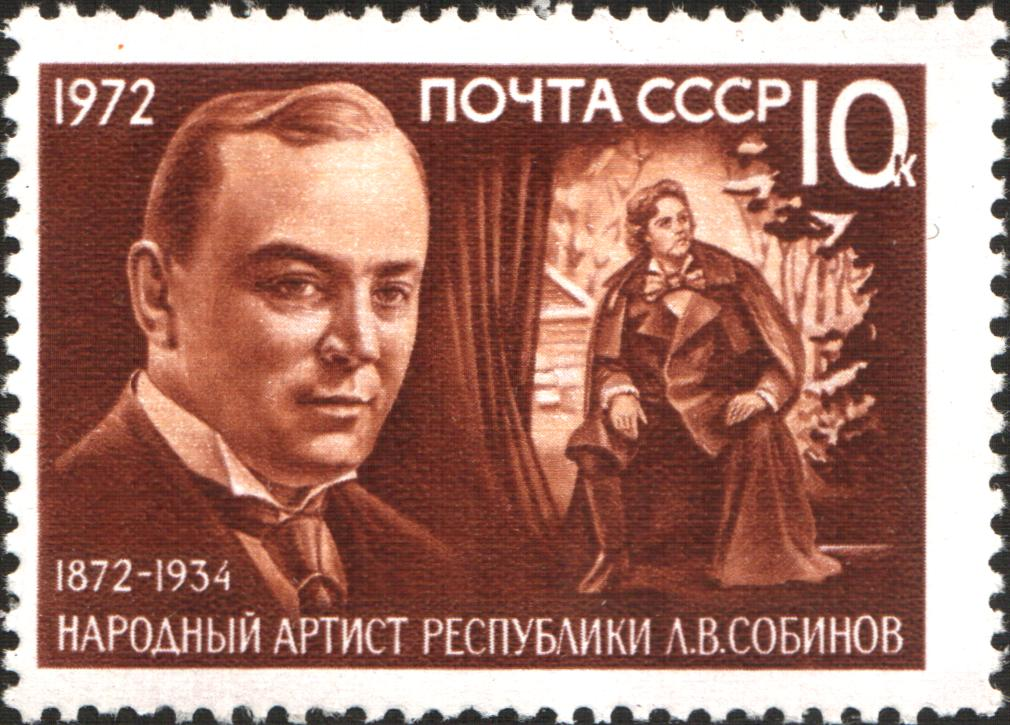
Марка СССР 1972 г.

- В доме, где жило несколько поколений семьи Собиновых (Ярославль, ул. Собинова, 25), в 1995 году был открыт филиал Ярославского государственного историко-архитектурного и художественного музея-заповедника — Мемориальный Дом-музей Л. В. Собинова.
- В 1937—1994 годах его имя носил Малый Кисловский переулок Москвы[11].
- Улицы, названные именем певца, есть в Иванове, Киеве, Минске, Полтаве, Харькове, Донецке, Ярославле, на его родине, и в других городах СНГ.
- Имя Собинова носят Саратовская консерватория, Ярославское музыкальное училище (колледж) и ежегодный музыкальный фестиваль.
- 29 декабря 2007 года открыт памятник Собинову в Ярославле на пересечении улиц Максимова и Трефолева.
- В 1969—1993 годах его имя носил речной круизный теплоход Московского речного пароходства[12].
- Имя Собинова с 1973 года по 1999 год носил принадлежавший Черноморскому морскому пароходству пассажирский океанский паротурбоход, построенный в 1954 году на шотландской судоверфи.
- Является персонажем совместной кинопостановки-байопика "Амре" (Казахстан-США-Латвия, 2018).

### Архив
Обширный фонд Л.В. Собинова хранится в Российском государственном архиве литературы и искусства и насчитывает 2046 единиц хранения за 1850–1980 гг. Основу фонда составляют рукописи, записные книжки, материалы артистической и служебной деятельности в Большом театре, переписки, фотографии.

## Адреса в Санкт-Петербурге — Петрограде — Ленинграде
- февраль 1901 — доходный дом, Гороховая улица, 8;
- 1903—1908 — меблированные комнаты О. Н. Мухиной, Морская улица, 16, кв. 9;
- 1908—1912 — гостиница «Англетер», Вознесенский проспект, 10;
- 1912 — октябрь 1915 — гостиница «Франция», Морская улица, 6;
- октябрь 1915—1929 — доходный дом Куракиной, Сергиевская улица, 8 (ныне ул. Чайковского);
- после 1917 — предоставлена дача на курорте города Сестрорецка, ул. Оранжерейная, 3 (Дача С. И. Дворжецкого).
- 1932 — гостиница «Европейская», улица Ракова, 7.